# Rhinanthus
- Commons
- Wikispecies

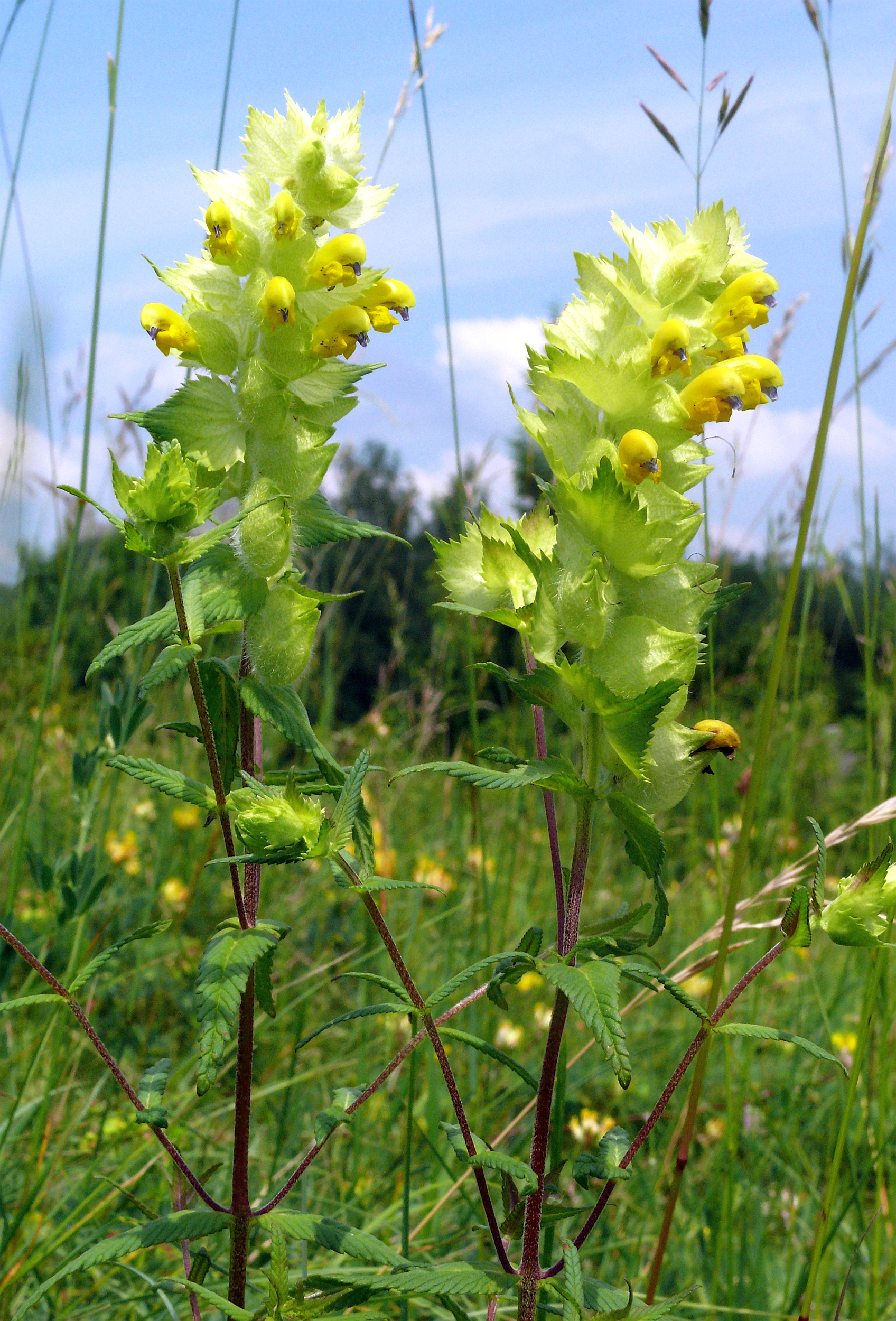
Rhinanthus alectorolophus.

Rhinanthus L. é um género botânico pertencente à família Orobanchaceae.
Encontrado na Europa, Ásia e América do Norte.

## Sinonímia
- Alectorolophus Zinn

## Classificação do gênero
| Sistema | Classificação                        | Referência               |
| ------- | ------------------------------------ | ------------------------ |
| Linné   | Classe Didynamia, ordem Angiospermia | Species plantarum (1753) |